# 西田寛輔
西田 寛輔（にしだ かんすけ）はとのさまラボ代表。ハイパーメディア・ロボット・クリエイターとして、ロボットアプリの開発を行うほか、自身でもロボットを開発中。ソフトバンクロボティクスが主催する公式アプリコンテストでは2大会連続ファイナリストに選出されるなど、数々の実績を持つ。2016年に、ヒトとロボットの音楽ユニット mirai capsule を結成。 ロボットメディア「ロボスタ」では、ロボットエバンジェリスト／スマートスピーカーエバンジェリストとして活動中。週刊 鉄腕アトムを作ろう！等でライターを行い著書も出している。ヒトとロボットの音楽ユニットmirai capsule／STUDIO ALTA公認アーティスト(CRAZY TOKYO)。キャッチフレーズは「わーわー」。